# Polia tiefi
Polia tiefi är en fjärilsart som beskrevs av Rudolf Püngeler 1914. Polia tiefi ingår i släktet Polia och familjen nattflyn. Inga underarter finns listade i Catalogue of Life.